# Campeonato Europeo de Waterpolo Femenino de 2006
El XI Campeonato Europeo Femenino de waterpolo se celebró en Belgrado (Serbia) entre el 2 y el 9 de septiembre de 2006, bajo la organización de la Liga Europea de Natación (LEN) y la Asociación Serbia de Waterpolo.
El torneo se realizó de manera simultánea al campeonato masculino, en dos instalaciones de deportes acuáticos de renombre de la capital serbia:
- Piscinas Tašmajdan – con capacidad para 5470 espectadores (final, 3.º y 4.º puesto).
- Complejo Deportivo Banjica – con capacidad para 2780 espectadores.

## Países participantes
| Alemania | Italia       |
| España   | Países Bajos |
| Grecia   | Rusia        |
| Hungría  | Serbia       |

## Ronda preliminar
Todos los horarios se presentan en hora local (GMT + 2).
Los primeros clasificados de cada grupo pasan directamente a las semifinales mientras que los segundos y terceros se cruzan en cuartos de final.

### Grupo 1
| Equipo       | J | G | E | P | GF | GC | DG  | PTS |
| ------------ | - | - | - | - | -- | -- | --- | --- |
| Hungría      | 3 | 2 | 1 | 2 | 41 | 18 | 23  | 7   |
| España       | 3 | 2 | 1 | 0 | 37 | 23 | 14  | 7   |
| Países Bajos | 3 | 1 | 0 | 2 | 33 | 29 | 4   | 3   |
| Serbia       | 3 | 0 | 0 | 3 | 14 | 55 | -41 | 0   |

| 2 de septiembre de 2006, 12:00 | Serbia                                      | 4:17 | España                                                                             | Banjica Sports Center, Belgrado                                           |                                                                           |
|                                | Corovic (1) Berak (1) Perovski (1) Zrnic(1) |      | Pareja (7) Gil(4) Pardo (3) López Escribano (1) Laura López (1) Cristina López (1) | Asistencia: n/d espectadores Árbitro(s): Hausche J. (GER), Bohat J. (SVK) | Asistencia: n/d espectadores Árbitro(s): Hausche J. (GER), Bohat J. (SVK) |

| 2 de septiembre de 2006, 15:00 | Países Bajos                                                  | 6:11 | Hungría                                                                                              | Banjica Sports Center, Belgrado                                             |                                                                             |
|                                | Cabout (2) Yasemin (1) Van Belkum (1) Guichelaar(1) Klein (1) |      | Zaintleintler (2) Vazkai(2) Stieber C. (2) Tomaskovics (1) Bujka (1) Dravucz (1) Brauir(1) Pezle (1) | Asistencia: n/d espectadores Árbitro(s): Brguljan M. (MNE), Naumov S. (RUS) | Asistencia: n/d espectadores Árbitro(s): Brguljan M. (MNE), Naumov S. (RUS) |

| 3 de septiembre de 2006, 12:00 | Serbia                                                | 6:16 | Países Bajos                                                                           | Banjica Sports Center, Belgrado                                           |                                                                           |
|                                | Perovski (2) Kenezevic (2) Lazarevic (1 Dundjerski(1) |      | Van Belkum (3) Klein (3) Oostendorp (3) Van den Ham (2) Cabout (2) Sijbring(2) Koot(1) | Asistencia: n/d espectadores Árbitro(s): Bianchi M. (ITA), Bohat J. (SVK) | Asistencia: n/d espectadores Árbitro(s): Bianchi M. (ITA), Bohat J. (SVK) |

| 3 de septiembre de 2006, 16:30 | España                                                                   | 8:8 | Hungría                                                                          | Banjica Sports Center, Belgrado                                             |                                                                             |
|                                | Pareja (4) Gil(1) López Escribano (1) Laura López (1) Cristina López (1) |     | Zaintleintler (2) Stieber C.(2) Tomaskovics (1) Dravucz (1) Pezle (1) Vazkai (1) | Asistencia: n/d espectadores Árbitro(s): Vuletic L. (CRO), Spiegel U. (GER) | Asistencia: n/d espectadores Árbitro(s): Vuletic L. (CRO), Spiegel U. (GER) |

| 4 de septiembre de 2006, 10:30 | España                                                                 | 12:11 | Países Bajos                                                   | Banjica Sports Center, Belgrado                                           |                                                                           |
|                                | Gil(6) Laura López (2) Cristina López (1) Pardo(1) Pareja (1) Pena (1) |       | Van Belkum (5) Guichelaar (2) Cabout (2) Sijbring (1) Koot (1) | Asistencia: n/d espectadores Árbitro(s): Bianchi M. (ITA), Tulga E. (TUR) | Asistencia: n/d espectadores Árbitro(s): Bianchi M. (ITA), Tulga E. (TUR) |

| 4 de septiembre de 2006, 12:00 | Serbia                               | 4:22 | Hungría                                                                               | Banjica Sports Center, Belgrado                                            |                                                                            |
|                                | Perovski(2) Zrnic (1) Dundjerski (1) |      | Primasz(6) Stieber (4) Valkai (3) Pelle (2) Benko (2) Dravucz (2) Bujka(2) Bravik (1) | Asistencia: n/d espectadores Árbitro(s): Spiegel U. (GER), Bonnay P. (FRA) | Asistencia: n/d espectadores Árbitro(s): Spiegel U. (GER), Bonnay P. (FRA) |

### Grupo 2
| Equipo   | J | G | E | P | GF | GC | DG  | PTS |
| -------- | - | - | - | - | -- | -- | --- | --- |
| Italia   | 3 | 3 | 0 | 0 | 39 | 27 | 12  | 9   |
| Rusia    | 3 | 2 | 0 | 1 | 45 | 31 | 14  | 6   |
| Grecia   | 3 | 1 | 0 | 2 | 26 | 32 | -6  | 3   |
| Alemania | 3 | 0 | 0 | 3 | 28 | 48 | -20 | 0   |

| 2 de septiembre de 2006, 10:30 | Rusia                                                                                   | 15:6 | Grecia                                            | Banjica Sports Center, Belgrado                                            |                                                                            |
|                                | Konukh (5) Kuznetsova(3) Pantulina (2) Gaufler(2) Fomicheva(1) Shepelina(1) Glyzina (1) |      | Gerolymou(3) Lara (1) Kantzou (1) Dimitrokali (1) | Asistencia: n/d espectadores Árbitro(s): Ciric M. (SRB), Kiszelly G. (HUN) | Asistencia: n/d espectadores Árbitro(s): Ciric M. (SRB), Kiszelly G. (HUN) |

| 2 de septiembre de 2006, 14:30 | Italia                                                                                                   | 17:8 | Alemania                                     | Banjica Sports Center, Belgrado                                             |                                                                             |
|                                | Miceli (4) Bosurgi(3) Zachi (3) DiMario (2) Valkai(1) Lapi(1) Musumeci (1) Frassinetti (1) Garibotti (1) |      | Kruszona (3) Rohe(3) Gerritsen (1) Klein (1) | Asistencia: n/d espectadores Árbitro(s): Borrell S. (ESP), Vuletic L. (CRO) | Asistencia: n/d espectadores Árbitro(s): Borrell S. (ESP), Vuletic L. (CRO) |

| 3 de septiembre de 2006, 10:30 | Grecia | 13:9 | Alemania                                     | Banjica Sports Center, Belgrado                                          |                                                                          |
|                                | Gerolymou(4) Bosurgi(3) Zachi (3) DiMario (2) Valkai(1) Lapi(1) Musumeci (1) Frassinetti (1) Garibotti (1) |      | Kruszona (3) Rohe(3) Gerritsen (1) Klein (1) | Asistencia: n/d espectadores Árbitro(s): Fekete B. (HUN), Adzic D. (MNE) | Asistencia: n/d espectadores Árbitro(s): Fekete B. (HUN), Adzic D. (MNE) |

| 3 de septiembre de 2006, 15:00 | Rusia                                                                       | 12:14 | Italia                                                             | Banjica Sports Center, Belgrado                                            |                                                                            |
|                                | Pantulina (3) Shepelina(3) Konukh(2) Smurova (2) Vylegzhanina(1) Zubkova(1) |       | DiMario (5) Bosurgi(4) Musumeci(2) Valkai (1) Zachi (1) Ragusa (1) | Asistencia: n/d espectadores Árbitro(s): Margeta B. (SLO), Bonnay P. (FRA) | Asistencia: n/d espectadores Árbitro(s): Margeta B. (SLO), Bonnay P. (FRA) |

| 4 de septiembre de 2006, 15:00 | Alemania                               | 11:18 | Rusia                                                                      | Banjica Sports Center, Belgrado                                             |                                                                             |
|                                | Rohe(4) Rump(3) Wengst (2) Kruszona(1) |       | Vylegzhanina(4) Konukh(4) Smurova (4) Pantulina(2) Fomicheva(2) Ryzhova(2) | Asistencia: n/d espectadores Árbitro(s): Brguljan M. (MNE), Fekete B. (HUN) | Asistencia: n/d espectadores Árbitro(s): Brguljan M. (MNE), Fekete B. (HUN) |

| 4 de septiembre de 2006, 16:30 | Italia | 8:7 | Grecia | Banjica Sports Center, Belgrado                                             |  |
|                                |        |     |        | Asistencia: n/d espectadores Árbitro(s): Brguljan M. (MNE), Fekete B. (HUN) |  |

## Segunda fase

### Final puesto 7.º y 8.º
| 6 de septiembre de 2006, 15:00 | Serbia                               | 6:15 | Alemania                                                | Banjica Sports Center, Belgrado                                           |                                                                           |
|                                | Perovski(3) Lazarevic(2) Corovic (1) |      | Rohe (8) Kruszona(3) Zöllner (2) Rump (1) Gerritsen (1) | Asistencia: n/d espectadores Árbitro(s): Bianchi M. (ITA), Bohat J. (SVK) | Asistencia: n/d espectadores Árbitro(s): Bianchi M. (ITA), Bohat J. (SVK) |

### Cuartos de final
| 6 de septiembre de 2006, 16:30 | España                                                                            | 10:9 | Grecia                                            | Banjica Sports Center, Belgrado                                          |                                                                          |
|                                | Pardo(3) Gil(2) Cristina López (2) López Escribano (1) Laura López (1) Pareja (1) |      | Gerolymou (3) Dimitrokali(3) Kouteli (1) Lara (1) | Asistencia: n/d espectadores Árbitro(s): Levin M. (ISR), Bonnay P. (FRA) | Asistencia: n/d espectadores Árbitro(s): Levin M. (ISR), Bonnay P. (FRA) |

| 6 de septiembre de 2006, 18:00 | Países Bajos                                                                 | 11:17 | Rusia                                                                           | Banjica Sports Center, Belgrado                                               |                                                                               |
|                                | Cabout(3) Guichelaar(3) van den Ham (2) Sijbring (2) Klein (1) Oostendorp(1) |       | Pantulina (5) Vylegzhanina(4) Konukh (3) Fomicheva (2) Shepelina(2) Zubkova (1) | Asistencia: n/d espectadores Árbitro(s): Spiegel U. (GER), Stavridis G. (GRE) | Asistencia: n/d espectadores Árbitro(s): Spiegel U. (GER), Stavridis G. (GRE) |

### Final puesto 5.º y 6.º
| 7 de septiembre de 2006, 15:00 | Grecia                                                                     | 11:12 | Países Bajos                                                                 | Banjica Sports Center, Belgrado                                               |                                                                               |
|                                | Gerolymou(4) Demetrokali(3) Asimaki (1) Manioloudaki(1) Kouteli(1) Lara(1) |       | Cabout(3) Guichelaar(3) van den Ham (2) Sijbring (2) Klein (1) Oostendorp(1) | Asistencia: n/d espectadores Árbitro(s): Spiegel U. (GER), Stavridis G. (GRE) | Asistencia: n/d espectadores Árbitro(s): Spiegel U. (GER), Stavridis G. (GRE) |

### Semifinales
| 7 de septiembre de 2006, 16:30 | Rusia                                                                       | 12:11 | Hungría                                                                    | Banjica Sports Center, Belgrado                                             |                                                                             |
|                                | Pantulina (4) Vylegzhanina(4) Konukh (1) Fomicheva(1) Smurova(1) Zubkova(1) |       | Valkai(4) Stieber(2) Bujka (1) Dravucz (2) Bravik(1) Pelle (1) Primasz (1) | Asistencia: n/d espectadores Árbitro(s): Borrell S. (ESP), Klopper H. (NED) | Asistencia: n/d espectadores Árbitro(s): Borrell S. (ESP), Klopper H. (NED) |

| 7 de septiembre de 2006, 18:00 | España                                                                               | 10:15 | Italia                                                                                         | Banjica Sports Center, Belgrado                                              |                                                                              |
|                                | López Escribano(2) Pena(2) Pardo (2) Gil (1) Meseguer (1) Laura López (1) Pareja (1) |       | Valkai(3) Zanchi(3) di Mario (3) Musumeci (2) Miceli(1) Bosurgi (1) Ragusa (1) Frassinetti (1) | Asistencia: n/d espectadores Árbitro(s): Spiegel U. (GER), Vuletic L. (CRO)) | Asistencia: n/d espectadores Árbitro(s): Spiegel U. (GER), Vuletic L. (CRO)) |

### Final puesto 3.º y 4.º
| 9 de septiembre de 2006, 18:00 | España                                                                | 11:12 | Hungría                                                                       | Tašmajdan Pool, Belgrado                                                         |                                                                                  |
|                                | Pardo (4) Pareja (3) Cristina López (2) López -Escribano (1) Gil (1)) |       | Tomaskovics(3) Dravucz(3) Pelle (2) Toth(1) Takacs (1) Valkai (1) Primasz (1) | Asistencia: n/d espectadores Árbitro(s): Bianchi M. (ITA), Stavropoulos N. (GRE) | Asistencia: n/d espectadores Árbitro(s): Bianchi M. (ITA), Stavropoulos N. (GRE) |

### Final
| 9 de septiembre de 2006, 19:30 | Rusia                                                                                       | 12:10 | Italia                                                                                          | Tašmajdan Pool, Belgrado                                                     |                                                                              |
|                                | Fomicheva (3) Smurova (2) Konukh (2) Pantulina (2) Shepelina(1) Gaufler (1) Ylegzhanina (1) |       | Zanchi (2) Bosurgi (2) Miceli (1) Valkai (1) di Mario (1) Rocco (1) Musumeci (1) Frassinetti(1) | Asistencia: n/d espectadores Árbitro(s): Brguljan M. (MNE), Koganov M. (AZE) | Asistencia: n/d espectadores Árbitro(s): Brguljan M. (MNE), Koganov M. (AZE) |

| Rusia         |
| Campeón RUSIA |

## Clasificación final
| Pos. | Equipo       | PJ | G | E | P | GF | GC | Dif | Rend   |
| ---- | ------------ | -- | - | - | - | -- | -- | --- | ------ |
|      | Rusia        | 6  | 5 | 0 | 1 | 86 | 63 | 23  | 83,33% |
|      | Italia       | 5  | 4 | 0 | 1 | 64 | 49 | 15  | 80,00% |
|      | Hungría      | 5  | 3 | 1 | 1 | 64 | 41 | 23  | 66,67% |
| 4    | España       | 6  | 3 | 1 | 2 | 68 | 59 | 9   | 55,56% |
| 5    | Países Bajos | 5  | 2 | 0 | 3 | 56 | 57 | -1  | 40,00% |
| 6    | Grecia       | 5  | 1 | 0 | 4 | 46 | 54 | -8  | 20,00% |
| 7    | Alemania     | 4  | 1 | 0 | 3 | 43 | 54 | -11 | 25,00% |
| 8    | Serbia       | 4  | 0 | 0 | 4 | 20 | 70 | -50 | 0,00%  |

## Jugadoras destacadas
- Mejor jugadora:  Tania di Mario
- Mejor portera:  Elena Gigli
- Máxima goleadora:  Ekaterina Pantolina (18 goles)